# Philip Luty

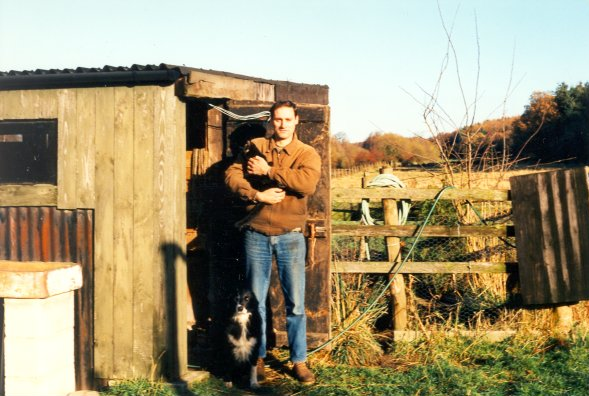
Philip Luty auf dem Bauernhof seiner Eltern

Philip Andrew Luty (* 1965; † 8. April 2011 in Tinshill) war ein englischer Autor und Büchsenmacher.

## Leben
Philip Luty wuchs auf einem Bauernhof im englischen County West Yorkshire auf. Er setzte sich für den freien Besitz von Feuerwaffen ein und veröffentlichte Anleitungen zum Eigenbau vollautomatischer Waffen, die sich durch einfache Metallbearbeitung herstellen lassen. Luty verstand seine Arbeit als Protest gegen das 1987 von der britischen Regierung verhängte Verbot voll- und halbautomatischer Waffen und bezeichnete sich selbst als "Heimbüchsenmacher" ("Home Gunsmith").
Luty wurde Ende 1998 wegen illegalem Waffenbau angeklagt und zu einer fünfjährigen Gefängnisstrafe verurteilt, die er vollständig absitzen musste. Damals setzte sich von den Vereinigten Staaten aus die Organisation Jews For The Preservation of Firearms Ownership (JPFO) für Lutys Freilassung ein. Die Verantwortlichen des JPFO wiesen dabei immer wieder darauf hin, dass Luty, obwohl er keine Vorstrafen hatte und ihm keine kriminellen Absichten nachgewiesen werden konnten, dennoch die verhängte Gefängnisstrafe vollumfänglich absitzen musste.
Im Jahr 2004 verfasste und veröffentlichte Luty scheinbar unbeeindruckt von seiner langen Haftstrafe zwei weitere Werke: eines schlug ein neues Design für hausgemachte Maschinenpistolen vor, das andere eine Methode zur Eigenherstellung von Munition. Daraufhin wurde er ein zweites Mal festgenommen, jedoch nach kurzer Zeit wieder freigelassen.
Im Jahr 2009 kam es zu einer dritten, von einer Anklage gefolgten Festnahme, nachdem eine bewaffnete Anti-Terror-Einheit im Mai 2009 Lutys Wohnung durchsucht hatte. Luty wurde daraufhin wegen Verstoßes gegen das Terrorism Act 2000 der Prozess gemacht. Insbesondere wurde ihm vorgeworfen „Aufzeichnungen erstellt zu haben, die für eine Person, die einen Terroranschlag begehen oder vorbereiten möchte, von Nutzen sein können“. Auch habe er eine Sammlung von Rohren besessen, „die zusammengeschraubt einen Gegenstand ergeben, aus dem eine Patrone mit Kugel entladen werden kann“. Am 8. April 2011 verstarb Luty an den Folgen einer Krebserkrankung. Das laufende Strafverfahren wurde nach seinem Tod eingestellt.
Die kanadische Ausgabe des Magazins Vice sieht in Philip Luty einen Vorgänger Cody Wilsons:

„Trotz der Jahrzehnte und tausenden von Kilometern, die sie trennen, teilen die Extremisten Luty und Wilson die gleiche Überzeugung: Der Besitz oder die Fähigkeit, Schusswaffen herzustellen, sei ein Grundrecht, das dem Bürger erlaube, gegenüber seiner Regierung stark zu bleiben.“

Nach Lutys Tod veröffentlichte die britische Libertarian Party (LPUK) auf ihrer Homepage eine Traueranzeige: „In Trauer geben wir den Tod Philip A. Lutys bekannt. Wenn Sie nicht wissen, wer er war, dann sei Ihnen gesagt, dass er wiederholt von den Behörden verfolgt wurde, von der bewaffneten britischen Polizei festgenommen und neun Wochen lang ins Gefängnis geworfen wurde, weil er ein Buch geschrieben hatte.“ Die Trauermitteilung der libertären Partei endet mit der Warnung: „Laden Sie nichts von seiner Netzseite herunter, sie könnten auch zu Ihnen kommen ... “.

## Sonstiges

### National Firearms Centre
Zwei Exemplare der Luty SMG 9mm Parabellum sind Teil der Sammlung des britischen National Firearms Centre (NFC) und werden in Leeds im Museum Royal Armouries ausgestellt. Das National Firearms Centre geht auf den englischen König  Karl I. zurück, der 1631 im Tower of London eine Waffenwerkstatt einrichten ließ und damit begann, eine staatliche Feuerwaffensammlung anzulegen.

### Anschlag in Halle 2019
Beim Anschlag auf die Synagoge von Halle (Saale) sowie auf weitere Opfer, bei denen insgesamt zwei Menschen ermordet und zwei weitere Menschen verwundet wurden, verwendete der Attentäter Stephan Balliet selbst hergestellte Waffen, darunter eine Luty SMG 9 mm Parabellum. Der Attentäter zeigte sich allerdings frustriert von der Funktionsfähigkeit seiner Waffen. Auf dem gestreamten Videomaterial bezeichnete er sich selbst als „Verlierer“ und sagte an einer Stelle: „Ich habe auf jeden Fall bewiesen, wie wertlos improvisierte Waffen sind.“
Die Funktionsstörungen wurden möglicherweise durch das improvisierte Pulver aus Kaliumchlorat und Zucker verursacht. Beim Anschlag in Halle versuchte Balliet mit einer nach den Bauplänen Lutys konstruierten Waffe in die örtliche Synagoge einzudringen, um Juden bei der Feier des Jom-Kippur-Fests zu erschießen.

## Veröffentlichungen
- P.A. Luty: Expedient Homemade Firearms – The 9 mm Submachine Gun. Paladin Press, 1998, ISBN 9780873649834
- P.A. Luty: A Threat to Freedom of Speech in England. The Libertarian Enterprise, Nummer 313, 3. April 2005
- P.A. Luty: A Brief History of British Gun Control. The Libertarian Enterprise, Nummer 558, 21. Februar 2010